# Gamal El Sagini
Gamal El Sagini (in arabo جمال السجيني‎?; Il Cairo, 7 gennaio 1917 – 19 novembre 1977) è stato un pittore e scultore egiziano.

## Biografia
È nato il 7 gennaio 1917 a Bab El Shaaria, un sobborgo del Cairo, in Egitto. El-Sagini ha scoperto la sua passione per l'arte in tenera età e si è appassionato all'arte egiziana caratterizzata da cupole, moschee ed altri elementi di arte islamica che lo hanno portato nel 1934 ad entrare nella "Prima scuola di Belle Arti" fondata dal principe Youssef Kamal. Guidato da grandi artisti che all'epoca insegnavano scultura al Cairo, El-Sagini si specializzò nella scultura nel 1938. El Sagini si recò a Parigi per proseguire gli studi dove fu fortemente influenzato dallo scultore inglese Henry Moore noto per la sua tecnica astratta e le sue figure reclinate. El Sagini lo seguì nel 1947 a Roma per riprendere gli studi post laurea, dove nel 1950 ricevette il diploma in Scultura. 

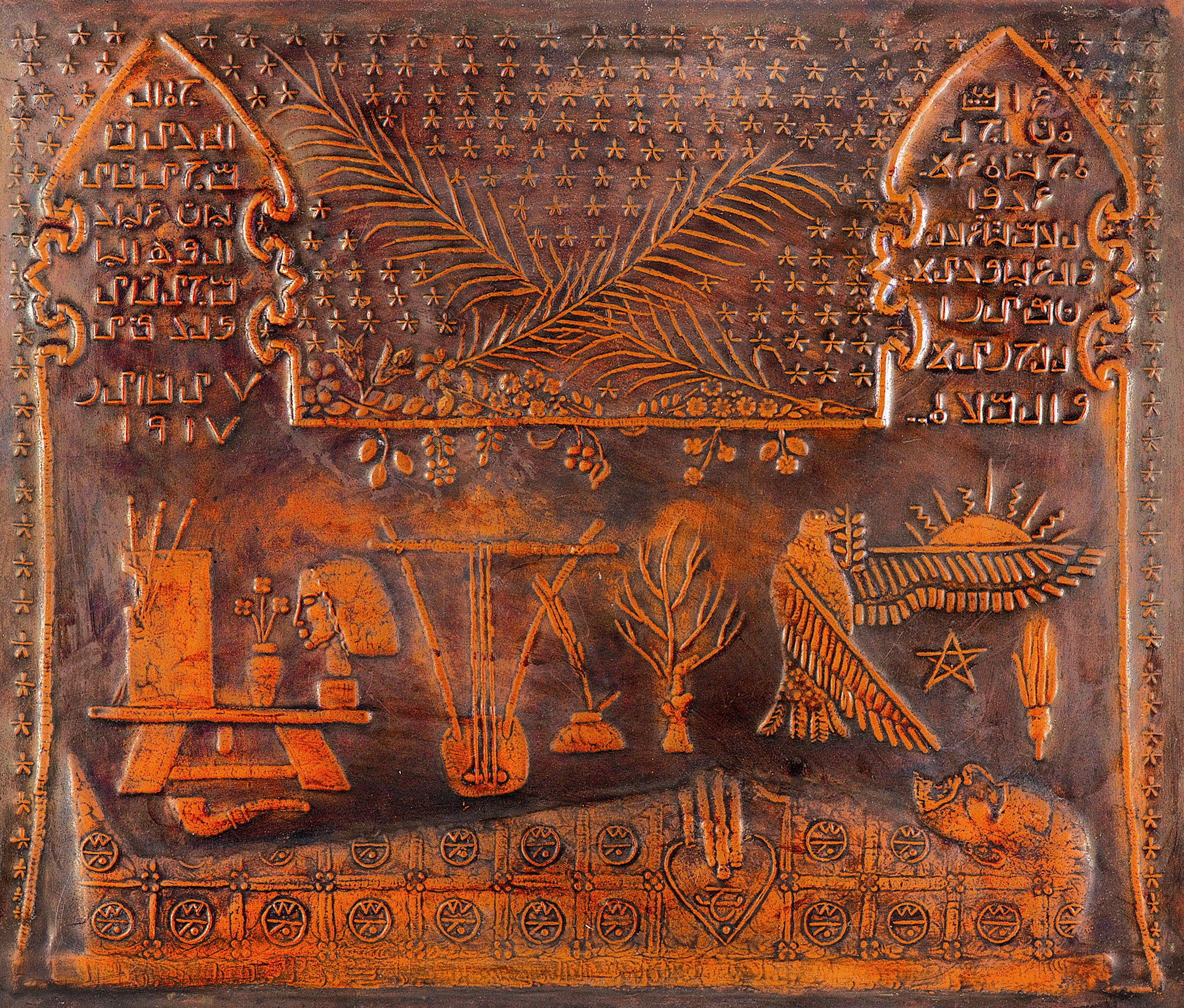
"La volontà"

## Arte
L'idea di El-Sagini di volere un futuro migliore per l'Egitto influenzò la sua arte tanto che realizzò la sua lapide, opera intitolata "La volontà" (rilievo di rame -33x28cm-1954) immaginandosi - come ai tempi dei faraoni - nella sua tomba circondato da tutte le cose che ha amato e rappresentato artisticamente durante la sua vita come l'amore, la speranza, l'arte e la musica. Sulla lapide scrisse parole sulla sua vita e su ciò che rappresentava: "Gamal El Sagini, figlio di Abdel Wahab El Sagini, nato il 7 gennaio 1917. Visse per la sua società, un nemico dello sfruttamento e della schiavitù. Credente nella libertà e nella pace."
Costantemente preoccupato per le problematiche del suo paese d'origine, El-Sagini ha rappresentato l'Egitto nella maggior parte delle sue opere che esprimono speranza, incoraggiamento, delusione o semplicemente amore puro e incondizionato. Ha introdotto il simbolismo nella scultura egiziana, usando diversi simboli egiziani che raffigurano gioia, disperazione, vittoria e sconfitta. 

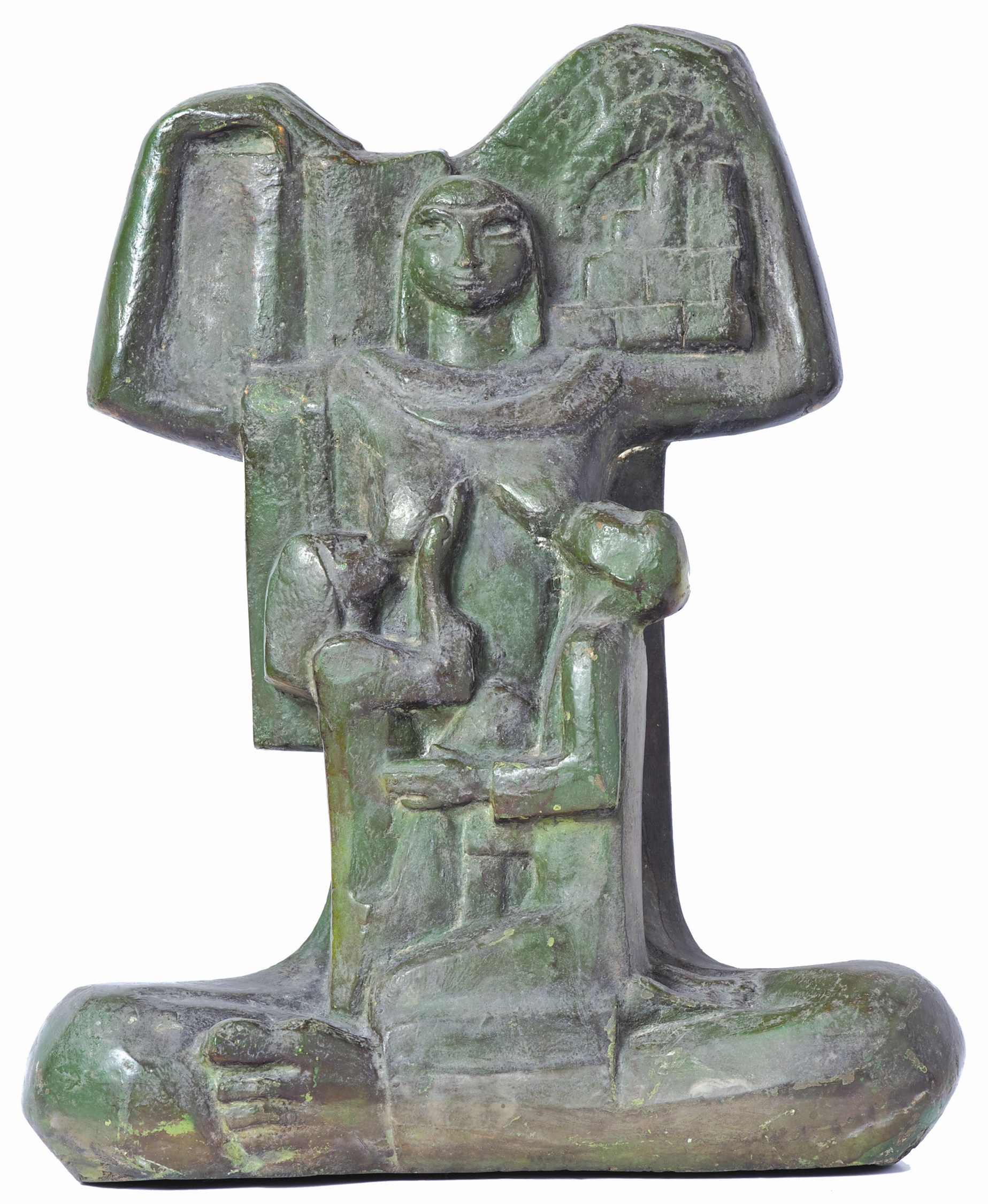
"Egitto, la mia madrepatria"

Nel periodo tra il 1952 e il 1967, in seguito alla Rivoluzione egiziana del 1952, l'Egitto ebbe un ruolo di primo piano nel mondo arabo sotto la guida del presidente egiziano e dell'icona rivoluzionaria di Gamal Abd el-Nasser. La rivoluzione egiziana è stata la scintilla che ha innescato quella che si è rivelata essere in seguito una serie di rivoluzioni d'indipendenza nel mondo arabo. Nella sua scultura "Egitto, la mia madrepatria" (Bronzo- 40x30x 10 cm-1957) El-Sagini rappresenta l'Egitto come la madre generosa di tutto il mondo arabo raffigurandolo con una madre che allatta al seno i suoi bambini mentre tiene sulle spalle i simboli della prosperità (stelo di grano), dello sviluppo (mattoni) e della cultura (libro).
A seguito della Guerra dei sei giorni del 1967 e della diffusione di un sentimento di frustrazione e disperazione nazionale, El-Sagini ha rappresentato l'Egitto nei suoi dipinti come una bambola di caramelle - un simbolo famoso nei carnevali egiziani - raffigurandola paralizzata, torturata e persino impiccata. 

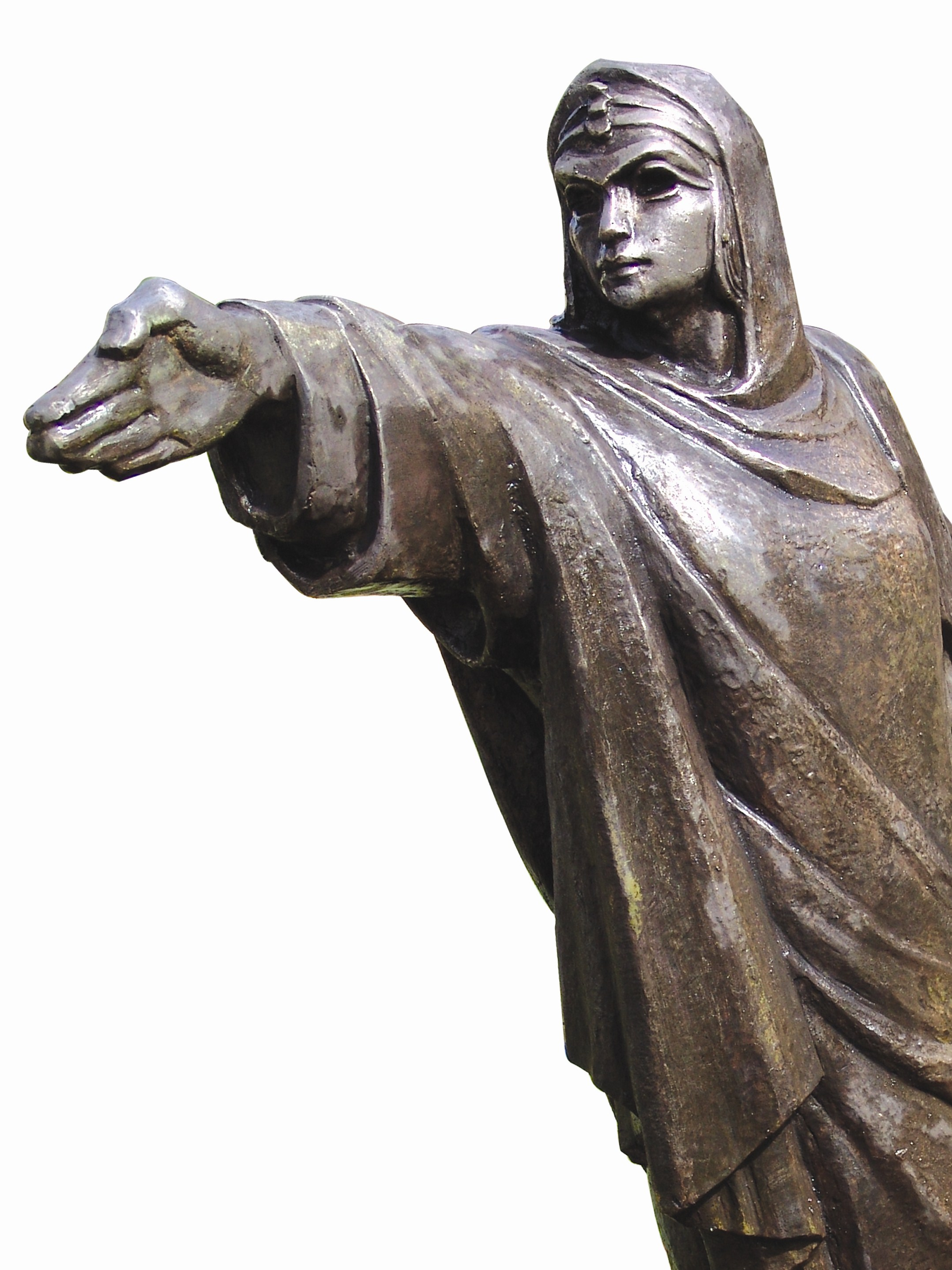
"Egitto, Il Futuro"

Dopo la Guerra dello Yom Kippur del 1973 e il rafforzamento non solo dell'Egitto ma dell'intero mondo arabo, El-Sagini ha raffigurato l'Egitto come una bella donna dotata di una forte carica espressiva in due delle sue statue più importanti di quell'epoca; nella prima scultura intitolata "La grande traversata del canale di Suez" (Bronzo - 33x127x 38   cm-1973), El-Sagini raffigura i soldati egiziani su una nave che remano incessantemente per attraversare il canale di Suez. 

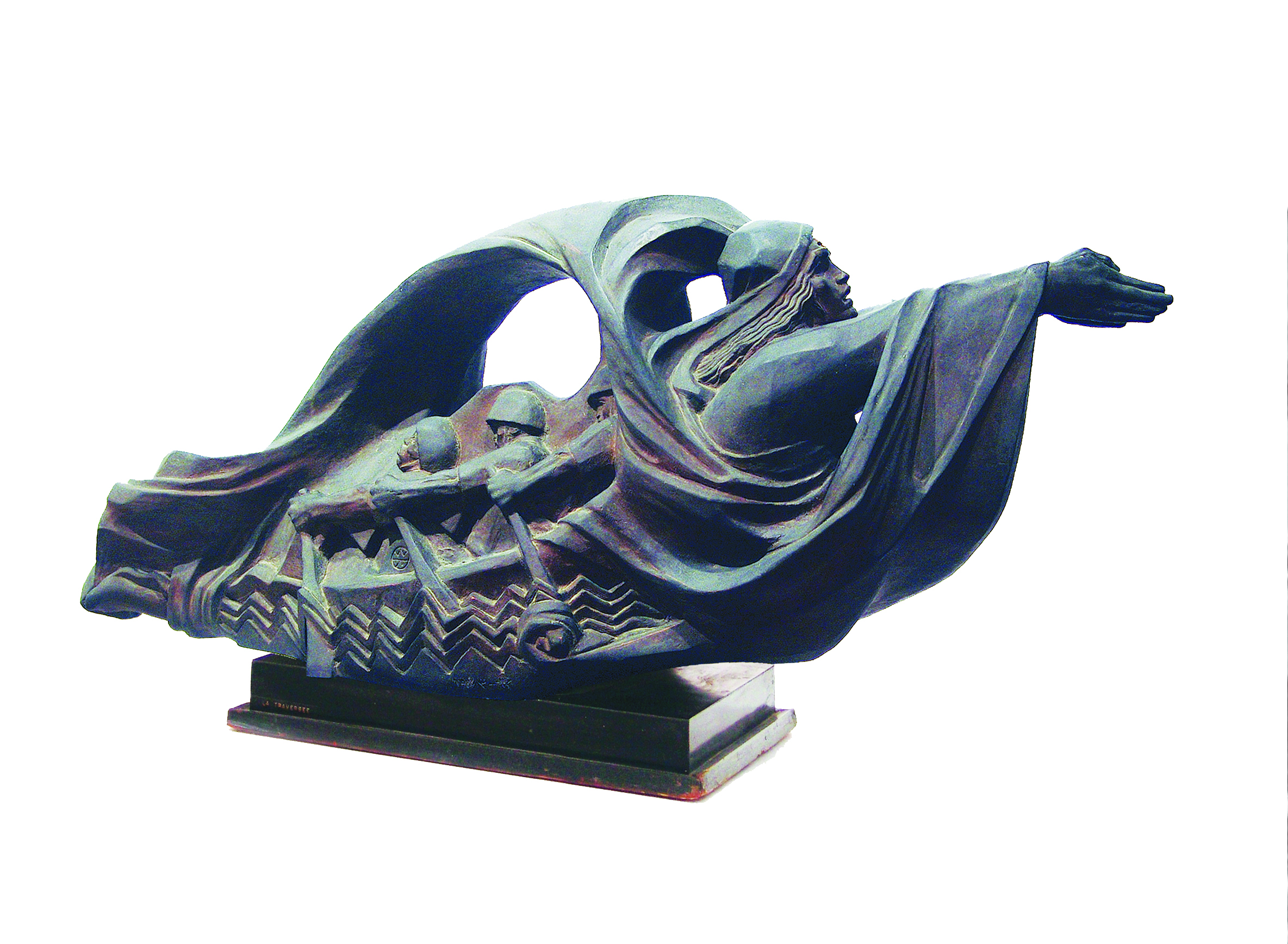
"La grande traversata del canale di Suez"

La seconda statua di El Sagini "Egitto, Il Futuro" (Bronzo-90x80x 30 cm-1975) raffigura una donna che si erge orgogliosamente in una posizione che mostra forza, speranza e determinazione verso un futuro migliore. 
El Sagini ha sempre visto il fiume Nilo come il simbolo della prosperità e del benessere, considerandolo anche la sua fonte di conforto e di sollievo; lo raffigura come un vecchio uomo barbuto nella sua opera "Il Nilo" (Bronzo - 100x50x8   cm-1958). 

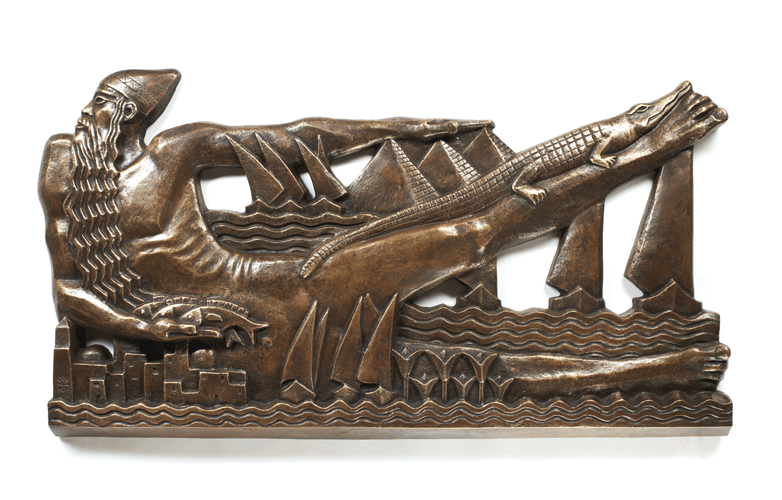
"Il Nilo"

La speciale relazione di El Sagini con il fiume Nilo emerse nel 1969 quando decise, come atto di ribellione, di gettare alcune delle sue sculture nel Nilo a causa della mancanza di riconoscimento e sostegno da parte dello stato, infatti le sue statue rimasero nascoste invece di essere esposte nelle strade e nelle piazze dell'Egitto. 
Questo atto di ribellione senza precedenti fu al centro della scena artistica egiziana facendo riflettere la società egiziana sulla passione e sullo scopo del lavoro di ogni artista. Questo scopo è semplicemente quello di far vedere agli altri il proprio lavoro, facendo pensare, sognare, divertire e talvolta cambiare la mente dello spettatore. 

### Morte
Nel 1977 El Sagini si recò in Spagna per esporre le sue opere in una mostra che si tenne a Madrid e poi a Barcellona, dove morì il 17 novembre all'età di 60 anni. Il suo corpo fu riportato dalla moglie - Hoda - in Egitto e venne sepolto nel cimitero di famiglia al Cairo.

## Premi e onorificenze
El Sagini ha ricevuto numerosi premi e onorificenze come: 
1. Il trofeo per scultura "Mokhtar" - 1937
2. Il titolo onorario '' 'Cavaliere del governo italiano"
3. Premio per la scienza e l'arte del governo egiziano
4. Il primo premio del Consiglio superiore per il sostegno alle arti e alla letteratura
5. Il prestigioso premio egiziano assegnato dall'ex presidente Gamal Abdel Nasser - 1962
6. Medaglia d'onore italiana consegnata dall'ambasciatore italiano in Egitto - 1963
7. Primo posto alla Biennale di Alessandria per i paesi del Mediterraneo
8. Primo posto alla mostra internazionale di Mosca
9. Primo posto alla Mostra internazionale di Bruxelles

## Mostre
- Biennale di Venezia[1]
- Esposizione internazionale di Seattle
- Biennale di Alessandria per i paesi del Mediterraneo
- Esposizione internazionale della Cina
- Esposizione internazionale di Mosca -1957
- Esposizione internazionale di Bruxelles - 1958
- Mostra del Mediterranean Studies Centre - Madrid / Barcellona, Spagna 1977
- Extra Gallery - Il Cairo 1996
- Safar Khan Gallery - Il Cairo 1999

## Opere esposte nel mondo

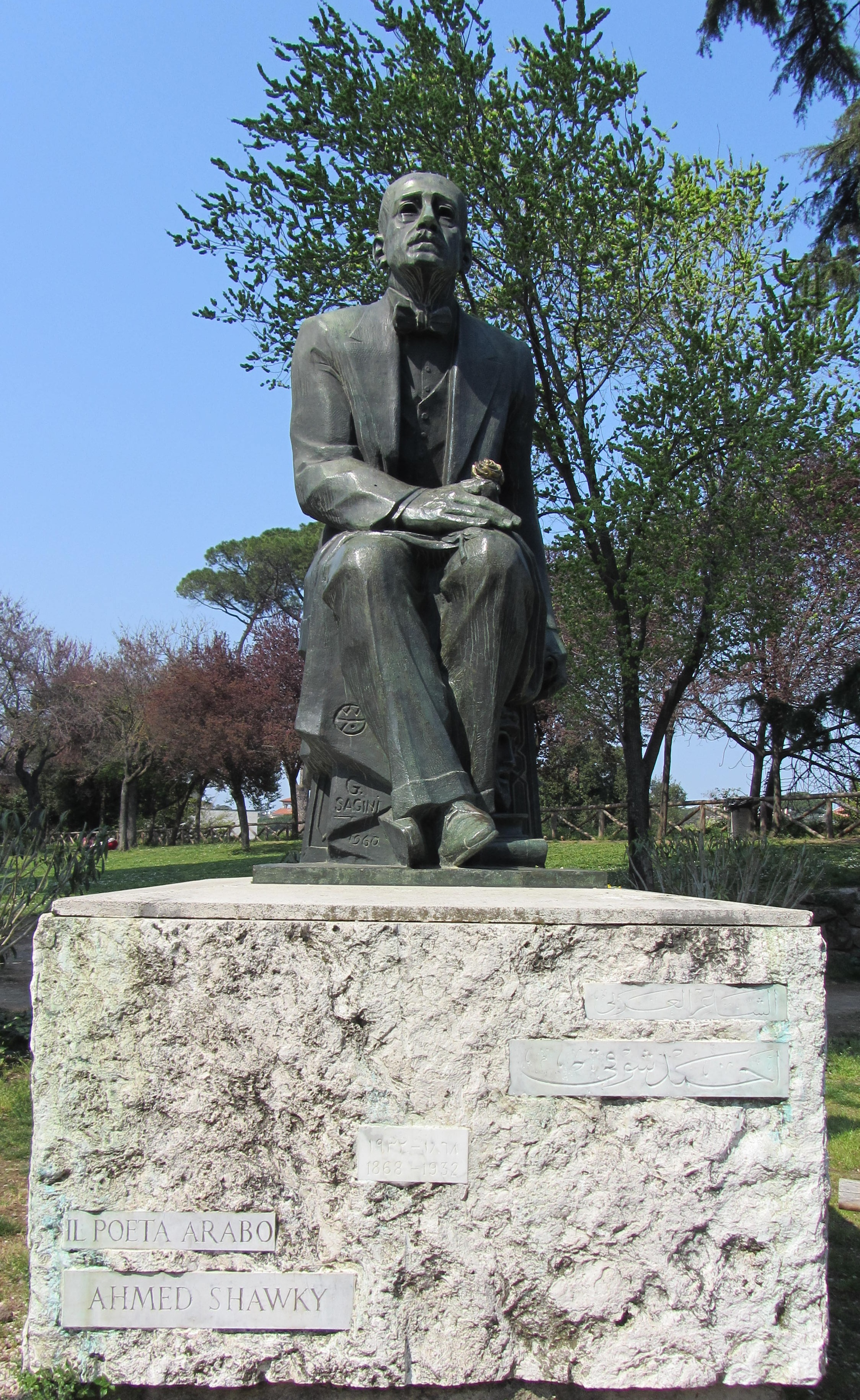
La statua di Ahmed Shawqi situata a Villa Borghese, a Roma.

- Museo di arte egizia moderna - Il Cairo, Egitto
- Gamal Abdel Nasser Museum - Il Cairo, Egitto
- Museo d'arte orientale - Mosca, Russia
- Museo d'arte statale di Puškin - Mosca, Russia
- Museo statale di storia della letteratura russa - Mosca, Russia
- Museo di Pechino - Pechino, Cina
- Statua di Ahmed Shawqi nei giardini di Villa Borghese - Roma, Italia
- Biblioteca pubblica di New York - NY, USA
- Museo della ceramica islamica - Il Cairo, Egitto
- Dalloul Art Foundation - Beirut, Libano